# 湖北大学站
湖北大学站位于中华人民共和国湖北省武汉市武昌区，是武汉地铁7号线的地铁车站。

## 车站结构
本站因临近湖北大学而得名。车站位于武汉市武昌区友谊大道与学院路交叉路口建一友谊大道下，为地下二层单柱岛式站台（规划为侧岛式站台）车站。

### 車站結構
| 地面      |                                               | 地鐵出入口                                 |  |
| 地下 一層 | 站廳層                                        | 站廳、售票機、客服中心、武漢通充值、洗手間 |  |
| 地下 二層 |                                               | █ 7号线列車往园博园北（徐家棚站）          |  |
| 地下 二層 | 島式月台，左邊車門將會開啟                    |                                            |  |
| 地下 二層 |                                               |                                            |  |
| 地下 二層 | █ 7号线列車往青龙山地铁小镇／板桥（新河街站） |                                            |  |
| 地下 二層 |                                               |                                            |  |

### 車站規劃結構
| 地面      |                                 | 地鐵出入口                                 |  |
| 地下 一層 | 站廳層                          | 站廳、售票機、客服中心、武漢通充值、洗手間 |  |
| 地下 二層 |                                 | █ 7号线列車往园博园北（徐家棚站）          |  |
| 地下 二層 | 島式月台，左邊車門將會開啟      |                                            |  |
| 地下 二層 | 车辆存车线                      |                                            |  |
| 地下 二層 | █ 7号线列車往野芷湖（新河街站） |                                            |  |
| 地下 二層 | 側式月台，右邊車門將會開啟      |                                            |  |

### 车站出口
|                                                 |      |      |  |
| 出口編號                                        | 設施 | 照片 |  |
| A                                               |      |      |  |
| B                                               |      |      |  |
| D                                               |      |      |  |
| E                                               |      |      |  |
| 注： 設有升降機 \| 設有輪椅升降台 \| 設有洗手間 |      |      |  |

## 运营信息
- 7号线首末班车时间

## 鄰近地點
湖北大学（武昌校区）、武汉航海职业技术学院喻家湖校区、三角花园等。